# بيت الذراع (حبيش)

تعديل مصدري - تعديل

بيت الذراع محلة تابعة لقرية الحجفة، التابعة لعزلة وادي المعقاب بمديرية حبيش إحدى مديريات محافظة إب في الجمهورية اليمنية، بلغ تعداد سكانها 202 حسب تعداد اليمن لعام 2004.